# لطيفة بعد الوظيفة
لطيفة بعد الوظيفة هو فيلم كوميديا اجتماعية مغربي من إخراج محمد كغاط سنة 2013، و بطولة كل من عزيز الحطاب وبديعة الصنهاجي وفاطمة وشاي ومحمد بنبراهيم.

## القصة
يحكي الفيلم التلفزيوني قصة «جمال» أحد حملة الشهادات العاطلين الذين يعتصمون أمام البرلمان طلبا للشغل. في 36 من عمره، لازال يحلم بأن يصبح موظفا ويتزوج بخطيبته لطيفة. يختبر جمال حظه في أي عمل يتاح له مهما قل شأنه، وذلك إلى حين حصوله على فرصة أفضل.